# Александрийская эра
Александри́йская э́ра — одна из христианских эр с эпохой 29 августа 5493 года до н. э.

## Создатели
Из христианских эр от сотворения мира важна эра александрийского монаха Панодора, писавшего при императоре Аркадии (395—408). Эту эру, с некоторыми поправками, распространил другой египетский монах, Анниан Александрийский.

## Особенности
Первый год от александрийской эры Панодора—Анниана, 5493/92 год до н. э., был первым после високосного года, то есть первым в високосных циклах по 4 года, первым для солнечного круга в 28 лет, первым для лунного круга в 19 лет, но вторым для цикла индиктов в 15 лет. Поэтому византийцы решились эту александрийскую эру изменить так, чтобы первый год от сотворения мира был первым после високосного года и первым во всех циклах. Если бы они просто прибавили 1 (5492+1), то получили бы в 5493 году первый год для индиктов, но зато и високосный (то есть четвёртый в цикле високосов). Поэтому, кроме единицы, они прибавили ещё 15, то есть отодвинули эру назад на целый индиктионный период. Итак, 15+1=16 лет — разница между сотворением мира у александрийцев (5493 до н. э.) и византийцев (5509 до н. э.); зато первый год после сотворения мира у византийцев, то есть сентябрь 5509/08 года до н. э., — первый во всех циклах и первый после високосного.